# Paul Englishby
Paul Englishby (Preston, 1970) è un compositore, arrangiatore e pianista britannico, noto soprattutto per le sue colonne sonore per il teatro, il cinema e la televisione.

## Biografia
Paul Englishby è nato a Preston e ha studiato al Goldsmiths' College e alla Royal Academy of Music. Ha composto le colonno sonore di numerose serie televisive, tra cui Outcasts (2011), Inside Men (2012), Testimone d'accusa (2016) e Luther (2019); per la colonna sonora del film televisivo Page Eight ha vinto il Premio Emmy nel 2011.
Ha inoltre curato le colonne sonore di numerose opere teatrali portate in scena dalla Royal Shakespeare Company, tra cui Tutto è bene quel che finisce bene, Sogno di una notte di mezza estate, La dodicesima notte, Molto rumore per nulla, Coriolano, La bisbetica domata, Il mercante di Venezia, Amleto e Morte di un commesso viaggiatore. Ha inoltre composto la colonna sonora di drammi e commedie teatrali del West End e di Broadway, tra cui The Audience con Helen Mirren (2013), Red Velvet con Adrian Lester (2016), Skylight con Carey Mulligan (2014) e The Inheritance (2018), per cui è stato candidato al Tony Award alla migliore colonna sonora originale.

## Filmografia parziale

### Cinema
- Confetti, regia di Debbie Isitt (2006)
- Miss Pettigrew (Miss Pettigrew Lives for a Day), regia di Bharat Nalluri (2008)
- An Education, regia di Lone Scherfig (2009)
- Una notte con la regina (A Royal Night Out), regia di Julian Jarrold (2015)

### Televisione
- An Englishman in New York – film TV (2009)
- Outcasts – serie TV, 8 episodi (2011)
- Page Eight – film TV (2011)
- The Musketeers – serie TV, 20 episodi (2015-2016)
- Luther – serie TV, 20 episodi (2015-2019)
- Testimone d'accusa – serie TV, 2 episodi (2016)

## Riconoscimenti
- Premi Emmy
  - 2011 – Migliore colonna sonora di una miniserie o film televisivo per Page Eight
- Tony Award
  - 2021 – Candidatura per la migliore colonna sonora originale per The Inheritance